# Göteborgs Simsällskap
Göteborgs Simsällskap (GSS) bildades 16 augusti 1842 i samband vid sin 1:a simpromotion vid S:t Eriks bastionens kallbadhus i närheten av det gamla färjeläget till Hisingen. De bedrev simundervisning samt magister- och kandidatpromotioner enligt Göteborg stads 300-årsjubileumsbok. 1972 skedde ett namnbyte till Göteborg Sim- och Livräddningssällskap (GSLS), då Svenska Livräddningssällskapets Göteborgsavdelning anslöts sig till föreningen. 2010 blev det ytterligare ett nytt namnbyte till Svenska Livräddningssällskapet Göteborg (SLS Göteborg) vid medlemsutträdet från Svenska simförbundet, vilket innebar att SLS Göteborg enbart är medlem i Svenska Livräddningssällskapet.

## Historia
GSS bildades som en efterföljd till att det hade bedrivits simskolor i Göteborg innan dess startdatum. Simundervisning alt. simskola startades med att Per Henrik Ling besökte Göteborg 1807, 1809 och 1811. De första allmänna simskolor skall ha påbörjats enl. ej dokumenterade uppgifter 1828/1829. De första beläggen för en fast simskola inrättad vid S:t Eriks hörn/Lilla bommen var 1833, den inrättades av J C Bahrman jr, G F Koch och Alex Ruth. Anställd simlärare var simlärare Olof Bahrman. Hr Hårfrisör P. Löfström tog därefter över verksamheten. 1833 antas namnet Göteborgs Simskola och 1840 tog O P Melin över simskolan.

## Verksamhet
Föreningens verksamhet bestod av simundervisning. I början av 1900-talet fick föreningen hjälp Simavdelningen 1902 och Simklubben Göteborg till bedriva simundervisningen i Göteborg, detta då de hade ont om ledare. Simundervisningen skedde innan Valhallabadets och övriga simhallars framkomst, i följande anläggningar:
- S:t Eriks bastions kallbadhus (vid nuvarande operahuset) - Utomhus: Byggd 1835 – 1853 (brann ned nyår 1853/1854).
- Skeppsbrons kallbadhus (Föreståndare P Löfström) - Utomhus: Byggd 1849 – 1875 (ersatte S:t Erik?)
- Nytt S:t Eriks bredvid det gamla nedbrunna med särskilt dambadhus - Utomhus: Byggd 1857/1858 - En ”Fruntimmers-simskola” inrättades, där de även bedrev den på Marstrand.
- Löfströmska kallbadhuset, Hisingssidans brofäste (ersatte Skeppsbron) - Utomhus: Byggd 1875 – 1916 - Två bassänger och ett högt hopptorn.
- Renströmska Bad- och Tvättanstalten i Haga - Inomhus: Byggd 1876, Karbad, Romerskt bad alt. turkiskt bad, Brandhärjades 1903. - Ombyggd 1906, då det tillkom en 14,47x11,38 m bassäng inklusive ett 5 m hopptorn (äggformad bassäng, djup 1,2 m på sidorna och 3,8 m i mitten). - Smeknamn: Hagabadet, Ägget och Sumpen.
- Saltholmens Kall- och Varmbadhus i Långedrag - Utomhus: Byggd 1908 - Ombyggd 1923 till en Simstadion med 50x25 m bassäng, två sviktar, ett hopptorn och 970-1500 st. åskådarplatser. - Arrangerades flera SM tävlingar, även start plats för Öppet Vatten simningar (exempelvis Älvsborgssimningen).
- Lisebergsbadet (vid Korsvägen, mittemot Svenska Mässans entré) - Utomhus: Byggd 1935, Avvecklad 1956. - Bassäng: 36x15 m, djup 0,9 - 4,5 m - Kunde värmas upp samt skapa vågor (först i Europa?), undervattensbelysning, 5 och 10 m  hopptorn, 1 och 3 m sviktar. - Åskådarplatser: 1200 sittplatser och 600 ståplatser.
- Olika vikar och sjöar i närområdet.
- Valhallabadet (ersatte Hagabadet samt Lisebergsbadet) - Inomhus: Byggd 1956, bassäng 33x16 m, djup 2,1 - 4,8 m, hydraulisk höj och sänkbar brygga vid 25 m, hopptorn 5, 7,5 och 10 m, sviktar 1 och 3 m. - Åskådarplatser: 1235 sittplatser och 420 ståplatser. - 1959 tillkom det romerska badet. - 1967 tillkom utomhus bassängen á 50x16 m. - 1986 byggdes utomhusbassängen om till en inomhusbassäng á 50x25 m.